# Atletica leggera ai Giochi della XXII Olimpiade - 100 metri piani femminili

Video della Finale

I 100 metri piani hanno fatto parte del programma femminile di atletica leggera ai Giochi della XXII Olimpiade. La competizione si è svolta nei giorni 25-26 luglio 1980 allo Stadio Lenin di Mosca.

## Presenze ed assenze delle campionesse in carica
| Competizione      | Atleta           | Prestazione | Mosca 1980 |
| ----------------- | ---------------- | ----------- | ---------- |
| Olimpiadi 1976    | Annegret Richter | 11”08       | Rit. 1979  |
| Commonwealth 1978 | Sonia Lannaman   | 11”27 v     | Presente   |
| Europei 1978      | Marlies Göhr     | 11”13       | Presente   |

1. ↑  Sotto la bandiera della Gran Bretagna.
2. ↑  La tedesca est è anche primatista mondiale con 10”88 stabilito nel 1977.

### Assenti a causa del boicottaggio
| Competizione         | Atleta         | Prestazione |
| -------------------- | -------------- | ----------- |
| Africani 1978        | Hannah Afriyie | 11”50       |
| Panamericani 1979    | Evelyn Ashford | 11”07       |
| Coppa del mondo 1979 | Evelyn Ashford | 11”06       |

## La gara
Le concorrenti sono 40 come a Montréal. Vengono accorpate in 5 batterie (invece di 6) per cui si disputano solo 3 Quarti di finale.

La grande favorita è la tedesca est Marlies Göhr: è la primatista mondiale e la campionessa europea in carica.
Qualcosa va storto in semifinale, quando viene battuta dall'atleta di casa, la sovietica Kondrat'eva. Ma i pronostici rimangono tutti per lei.

Inaspettatamente, la tedesca si fa surclassare dalla sovietica anche in finale, perdendo per un solo centesimo. La medaglia d'oro individuale sembra stregata.

## Risultati

### Turni eliminatori
| 5 Batterie         | 25 luglio | 40 partenti   | Si qualificano le prime 4 più i 4 migliori tempi. |
| 3 Quarti di finale | 25 luglio | 8 + 8 + 8     | Si qualificano le prime 5 più il miglior tempo.   |
| 2 Semifinali       | 26 luglio | 8 + 8         | Si qualificano le prime 4.                        |
| Finale             | 26 luglio | 8 concorrenti |                                                   |

### Finale
| Pos | Paese            | Atleta               | Tempo |
| --- | ---------------- | -------------------- | ----- |
|     | Unione Sovietica | Ljudmila Kondrat'eva | 11"06 |
|     | Germania Est     | Marlies Göhr         | 11"07 |
|     | Germania Est     | Ingrid Auerswald     | 11"14 |

La Kondrat'eva finisce la gara leggermente infortunata. Rinuncia pertanto ai 200 metri, nonostante sia la campionessa europea della distanza, e alla staffetta 4x100.